# Liste der Biografien/Dort
Liste der Biografien |
Portal Biografien |
Personensuche
# |
A |
B |
C |
D |
E |
F |
G |
H |
I |
J |
K |
L |
M |
N |
O |
P |
Q |
R |
S |
T |
U |
V |
W |
X |
Y |
Z |
?
 
Da |
Db |
Dc |
Dd |
De |
Dg |
Dh |
Di |
Dj |
Dk |
Dl |
Dm |
Dn |
Do |
Dq |
Dr |
Ds |
Du |
Dv |
Dw |
Dy |
Dz
 
Doa |
Dob |
Doc |
Dod |
Doe |
Dof |
Dog |
Doh |
Doi |
Doj |
Dok |
Dol |
Dom |
Don |
Doo |
Dop |
Doq |
Dor |
Dos |
Dot |
Dou |
Dov |
Dow |
Dox |
Doy |
Doz
 
Dora |
Dorb |
Dorc |
Dord |
Dore |
Dorf |
Dorg |
Dorh |
Dori |
Dorj |
Dork |
Dorl |
Dorm |
Dorn |
Doro |
Dorp |
Dorr |
Dors |
Dort |
Doru |
Dorv |
Dorw |
Dory |
Dorz
Die Liste der Biografien führt alle Personen auf, die in der deutschsprachigen Wikipedia einen Artikel haben. Dieses ist eine Teilliste mit 19 Einträgen von Personen, deren Namen mit den Buchstaben „Dort“ beginnt.

## Dort
- Dort, Bernard (1929–1994), französischer Romanist und Theaterwissenschaftler
- Dort, Filip (* 1980), tschechischer Fußballspieler
- Dort, Luguentz (* 1999), kanadischer Basketballspieler

### Dorta
- Dorta, Alexandre (* 1975), brasilianischer Fußballspieler
- Dorta, Diego (* 1971), uruguayischer Fußballspieler
- Dorta, Felipe (* 1996), österreichischer Fußballspieler
- Dortans, Hermann (1898–1976), deutscher Politiker (SPD), MdB

### Dortc
- Dortch, Slim (1921–2000), US-amerikanischer Country- und Rockabilly-Musiker
- Dortch, William Theophilus (1824–1889), US-amerikanischer Politiker

### Dorte
- Dorten, Hans Adam (1880–1963), deutscher Jurist und Separatistenführer
- Dörter, Wilhelm (1898–1968), Widerstandskämpfer gegen den Nationalsozialismus, politisch Verfolgter, Emigrant

### Dorth
- Dorth, Michael (* 1971), deutscher Musiker, Produzent und Songwriter
- Dorthe, Menasse von (1660–1731), kurbrandenburgischer Generalleutnant und Chef einer Freikompanie

### Dorti
- Dorticós, Osvaldo (1919–1983), kubanischer Politiker und Revolutionär
- Dorticos, Yunier (* 1986), kubanischer Boxer im Cruisergewicht
- Dortignacq, Jean-Baptiste (1884–1928), französischer Radrennfahrer

### Dortk
- Dörtkardeş, İsmailcan (* 1995), türkischer E-Sportler in der Disziplin Counter-Strike: Global Offensive

### Dorts
- D’Ortschy, Brigitte (1921–1990), deutsche Architektin, Übersetzerin, Journalistin und Autorin

### Dortu
- Dortu, Maximilian (1826–1849), deutscher RevolutionärMaximilian Dortu (1826–1849)

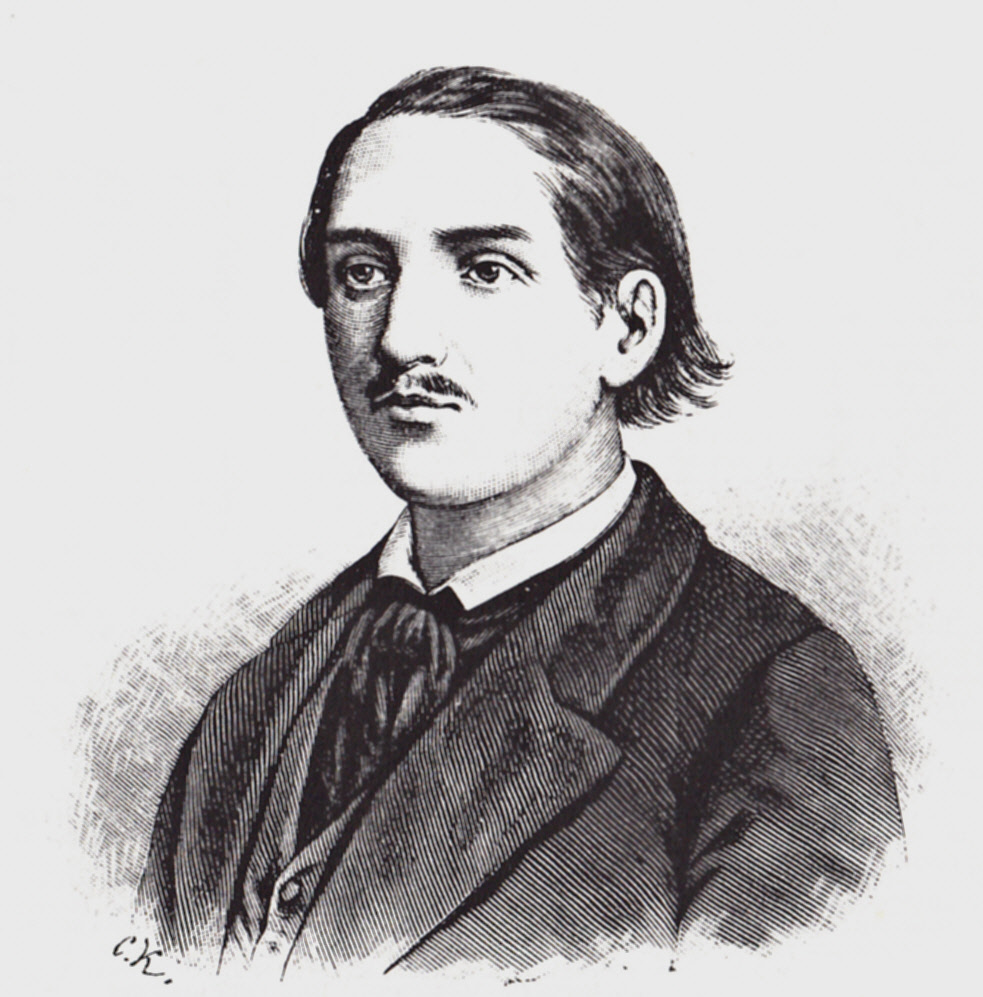
Maximilian Dortu (1826–1849)